# Podocarpus milanjianus
Podocarpus milanjianus é uma espécie de conífera da família Podocarpaceae.
Pode ser encontrada nos seguintes países: Angola, Burundi, Camarões, República do Congo, República Democrática do Congo, Quénia, Malawi, Moçambique, Nigéria, Ruanda, Sudão, Tanzânia, Uganda, Zâmbia e Zimbabwe.